# 特魯比伊夫卡
49°47′54″N 29°22′53″E / 49.79833°N 29.38139°E
特魯比伊夫卡（烏克蘭語：Трубіївка），是烏克蘭北部的村莊，隸屬日托米爾州的別爾季切夫區。該村始建於1736年，面積1.78平方公里，海拔高度211米，2001年人口251，人口密度每平方公里140.93人。